# A37-es autópálya (Németország)
Az A37-es autópálya (németül: Bundesautobahn 37) egy autópálya Németországban. Hossza 14 km.